# ۹۰۷ (قمری)
۹۰۷ (قمری)، نهصد و هفتمین سال در گاهشماری هجری قمری است. اول محرم این سال برابر با بیست و هفتم ژوئیه سال ۱۵۰۱ میلادی است.

## رویدادها
تأسیس صفویه توسط شاه اسماعیل یکم